# بكتيريا معدلة وراثيا
كانت البكتيريا المعدلة وراثيًا أول الكائنات الحية التي تُعدل في المختبر، وذلك بسبب علم الوراثة البسيط. تُستخدم هذه الكائنات الآن لأغراض متعددة، وهي مهمة بشكل خاص في إنتاج كميات كبيرة من البروتينات البشرية النقية لاستخدامها في الطب.

## نبذة تاريخية
حدث المثال الأول في عام 1978 عندما أخذ هيربرت بوير، الذي يعمل في أحد مختبرات جامعة كاليفورنيا، نسخة من جين الإنسولين البشري وأدخلها في البكتيريا الإشريكية القولونية لإنتاج الإنسولين «البشري» الصناعي. بعد أربع سنوات، وُوفِق عليه من قبل إدارة الغذاء والدواء الأمريكية.

## أبحاث علمية
كانت البكتيريا أول الكائنات الحية التي تُعدَّل وراثيًا في المختبر، وذلك بسبب السهولة النسبية لتعديل الكروموسومات الخاصة بها. هذه السهولة جعلت منها أدوات مهمة لإنشاء كائنات حية أخرى معدلة وراثيًا. يمكن إضافة الجينات وغيرها من المعلومات الوراثية من مجموعة واسعة من الكائنات الحية إلى البلازميد وإدخالها في البكتيريا لتخزينها وتعديلها. البكتيريا رخيصة الثمن وسهلة النمو، ونسيلية، وتتكاثر بسرعة، وهي سهلة نسبيًا للتحويل، ويمكن تخزينها عند -80 درجة مئوية إلى ما لا نهاية تقريبًا. بمجرد عزل الجين، يمكن تخزينه داخل البكتيريا، ما يوفر إمدادات غير محدودة للبحث. إن العدد الكبير من البلازميدات المخصصة يجعل التلاعب بالحمض النووي المُستخرج من البكتيريا سهلًا نسبيًا.
إن سهولة استخدامها جعلت منها أدوات جيدة للعلماء الذين يبحثون في دراسة وظيفة الجينات وتطورها. تُجرى معظم عمليات معالجة الحمض النووي داخل البلازميدات البكتيرية قبل نقلها إلى مضيف آخر. البكتيريا هي أبسط نموذج حي ويأتي معظم فهمنا المبكر لعلم الأحياء الجزيئي من دراسة الإشريكية القولونية. يمكن للعالِم بسهولة التلاعب بالجينات ودمجها في البكتيريا لإنشاء بروتينات جديدة أو متقطعة ومراقبة تأثير ذلك على الأنظمة الجزيئية المختلفة. دمج الباحثون بين الجينات من البكتيريا والعتائق، الأمر الذي أدى إلى ظهور رؤى حول الكيفية التي تباينت بها هاتان الجينتان في الماضي. وفي مجال علم الأحياء التركيبي، استُخدمت لاختبار مختلف الأساليب التركيبية، من توليف الجينوم إلى تكوين نيوكليوتيدات جديدة.

## الغذاء
استُخدمت البكتيريا في إنتاج الغذاء لفترة طويلة، وطُورَت سلالات محددة واختِيرت لهذا العمل على نطاق صناعي. يمكن استخدامها لإنتاج الإنزيمات والأحماض الأمينية والنكهات والمركبات الأخرى المستخدمة في إنتاج الغذاء. مع ظهور الهندسة الوراثية، يمكن بسهولة إدخال تغييرات وراثية جديدة في هذه البكتيريا. معظم البكتيريا المنتجة للغذاء هي بكتيريا حمض اللبنيك (الملبنيات)، وهذا هو المكان الذي ذهبت إليه غالبية الأبحاث في البكتيريا المنتجة للهندسة الوراثية. ومن الممكن تعديل البكتيريا بحيث تعمل على نحو أكثر كفاءة، والحد من إنتاج المنتجات الثانوية السامة، وزيادة الناتج، وخلق مركبات محسنة، وإزالة الروابط غير الضرورية. تشمل المنتجات الغذائية من البكتيريا المعدلة وراثياً ألفا-أميليز، الذي يحول النشا إلى سكريات بسيطة، وكيموسين، الذي يخثر بروتين الحليب لصنع الجبن، وإستيراز البكتين، الذي يحسن من صفاء عصير الفاكهة.

### في البيرة (شراب الشعير)
تُستخدم الخميرة في البيرة لإعطائها محتوى كحوليًا، وكذلك لإضافة نكهة إلى البيرة. تضيف الخميرة أكثر من 500 نكهة ورائحة إلى البيرة. تُعدل الخميرة وراثيًا لجعل المحتوى الكحولي أعلى، وجعل النكهات أقوى، وللحصول على نكهات أكثر قوة. هناك حدود للتغيرات التي يمكن لمصنعي البيرة إجراءها على الميكروبات (الفطريات والبكتيريا على حد سواء)، والتغييرات الوحيدة التي يمكنهم إجراؤها حاليًا هي قطع أجزاء من الحمض النووي للميكروبات أو تشجيع الميكروب على إنشاء المزيد من الجينات المفضلة للتخمير. الهدف العام لمجتمع التخمير هو القدرة على التحكم بشكل يومي بكامل جينات ميكروبات التخمير المحددة. هذا من شأنه أن يسمح لهم بعمل تعديلات طفيفة على جينات الميكروبات.

### في الجبن
الكيموسين هو إنزيم موجود في معدة العجل. هذا يساعد العجل على تحطيم الحليب لهضمه. الكيموسين ضروري لصنع الجبن، فهو يحول الحليب إلى جبن. توصل العلماء إلى طريقة لتغيير الخميرة لإنتاج إنزيمات الكيموسين لصنع الجبن. هذه العملية أكثر فاعلية لأنه كان يجب ذبح العجول سابقًا من أجل استخراج الكيموسين من البطانة الداخلية للمعدة. كما يوفر هذا طريقة نباتية ودية لصنع الجبن. ويعتمد على كيفية قيام البكتريا بهذه العملية.

## في المجال الصناعي
تُستخدم البكتيريا المعدلة وراثيًا لإنتاج كميات كبيرة من البروتينات للاستخدام الصناعي. بشكل عام البكتيريا تنمو إلى حجم كبير قبل أن يُدخل الجين المسؤول عن تشفير البروتين. ثم تُستخرج البكتيريا ويُنقى البروتين المرغوب منها. يعني ارتفاع تكلفة الاستخراج والتنقية أن المنتجات عالية القيمة فقط تُنتَج على نطاق صناعي.

### إنتاج الأدوية
غالبية المنتجات الصناعية من البكتيريا هي بروتينات بشرية للاستخدام في الطب. الكثير من هذه البروتينات يستحيل أو يصعب الحصول عليها عن طريق الأساليب الطبيعية، وهي أقل عرضة للتلوث بالعوامل الممرضة، ما يجعلها أكثر أمانًا. قبل منتجات البروتين المعاد تركيبه، حُصل على العديد من العلاجات من الجثث أو سوائل الجسم الأخرى التي يُتبرع بها ولكنها يمكن أن تنقل أمراض. في الواقع، أدى نقل نواتج الدم في السابق إلى عدوى غير مقصودة بالهيموفيليا للمصابين بفيروس نقص المناعة البشرية أو التهاب الكبد الفيروسي ج؛ وبالمثل، فإن العلاج بهرمون النمو البشري المستمد من الغدد النخامية أدى إلى تفشي مرض كروتزفيلد جاكوب.
كان أول استخدام طبي للبكتيريا المعدلة وراثيًا، لإنتاج بروتين الإنسولين لعلاج مرض السكري. تشمل الأدوية الأخرى المُنتَجة عوامل التخثر لعلاج الهيموفيليا، وهرمون النمو البشري لعلاج أشكال مختلفة من التقزم، والإنترفيرون لعلاج بعض أنواع السرطان، والإريثروبويتين لمرضى فقر الدم، ومنشط بلازمينوجين النسيجي الذي يحل جلطات الدم. في مجالات خارج الطب، استُخدمت لإنتاج الوقود الحيوي. هناك اهتمام في تطوير نظام التعبير خارج الخلية داخل البكتيريا لخفض التكاليف وجعل إنتاج المزيد من المنتجات اقتصاديًا.

## في مجال الزراعة
تُستخدم البكتيريا لأكثر من قرن في الزراعة. طُعمت المحاصيل باستخدام ريزوبيا (ومؤخرًا إيزوسبريلم) لزيادة إنتاجها أو للسماح بزراعتها خارج موطنها الأصلي. يمكن أن يساعد تطبيق البكتيريا المقاومة للآفات وأنواع البكتيريا الأخرى على حماية المحاصيل من الإصابة بالحشرات والأمراض النباتية. مع التقدم في الهندسة الوراثية، تم التلاعب بهذه البكتيريا لزيادة الكفاءة وتوسيع نطاق المضيف. كما أُضيفت علامات للمساعدة في تتبع انتشار البكتيريا. كما عُدلت البكتيريا التي تستعمر بشكل طبيعي محاصيل معينة، في بعض الحالات للتعبير عن الجينات المسؤولة عن مقاومة الآفات. تتسبب سلالات البكتيريا الزائفة إلى ضرر الصقيع عن طريق تحويل الماء إلى بلورات جليد من حولها. وأدى ذلك إلى تطور بكتيريا إنقاص الجليد، التي أزالت الجينات التي تشكل الجليد. عند تطبيقها على المحاصيل، فبإمكانها منافسة بكتيريا زيادة الجليد وإضفاء بعض المقاومة للصقيع.